# チェルシー (ニューヨーク)

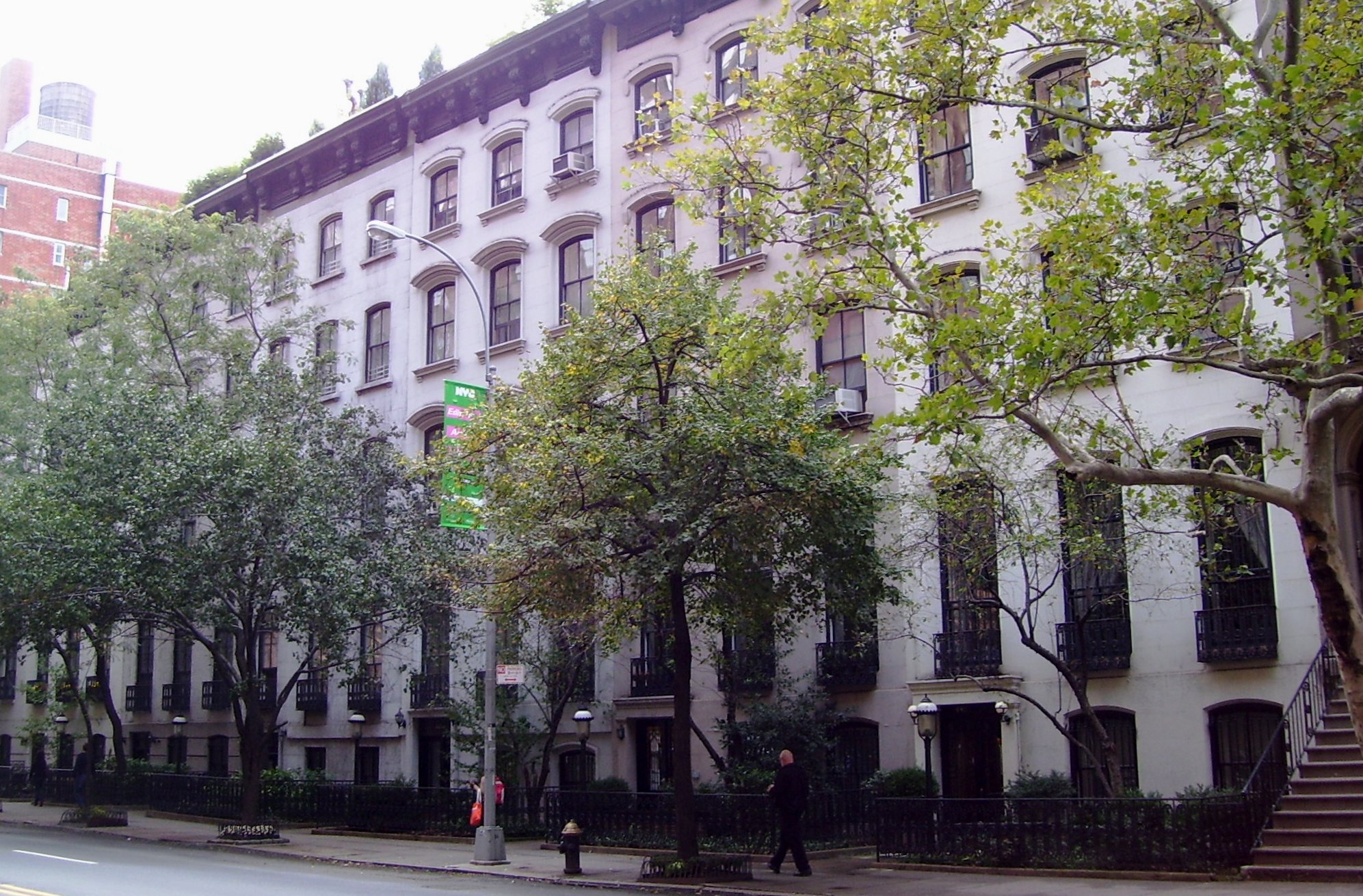
西23丁目の修復されたタウンハウス

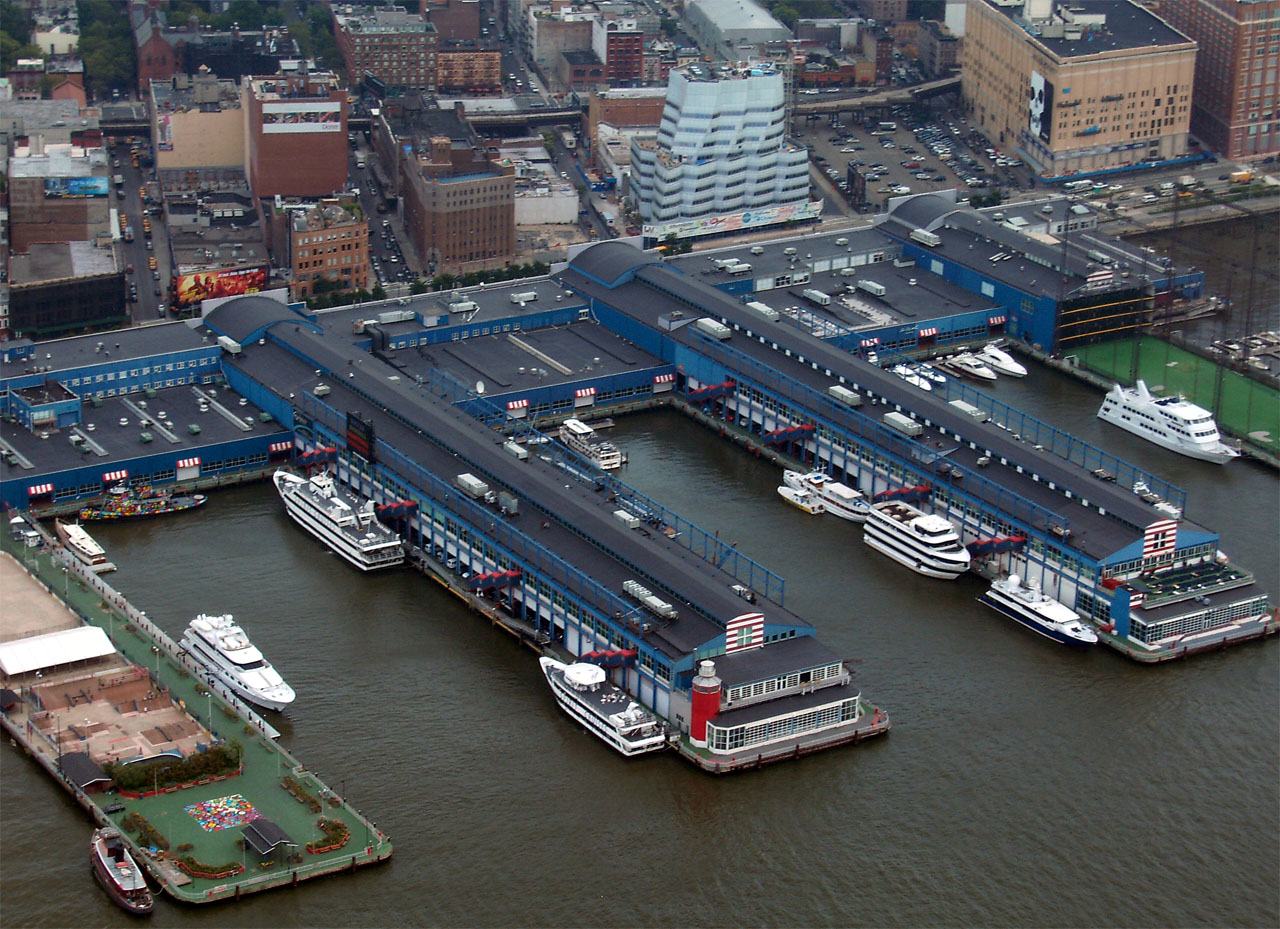
地区西端のハドソン川にある複合施設、「チェルシー・ピア」

チェルシー（Chelsea）は、ニューヨーク市マンハッタン区の南西部ロウアー・マンハッタンに位置する地区の名称である。

## 概要
マンハッタンを東西に走る西23丁目通りを中心に、東端は5番街、西端はハドソン川、南端は14丁目、北端は30丁目におおよそ囲まれた一帯を指す。この地区の東側はフラットアイアン・ディストリクトおよびノーマッド（またはグラマシー）、南側はミートパッキング・ディストリクトおよびウエスト・ヴィレッジ、北側はヘルズ・キッチン（クリントンとも呼ばれる）およびガーメント・ディストリクトと呼ばれる地域である。
さまざまなギャラリーが集まる最新アートの発信地でもある。ほかのマンハッタン内とは違うのんびりとした雰囲気に人気があると言われる。
もとは19世紀にニューヨークの郊外住宅地として開発された高級な地区だったが、ニューヨークの爆発的発展のため都市に飲み込まれ、20世紀前半にはアイルランド系移民や付近の埠頭・倉庫で働く港湾労働者の多い地区となった。さびれていたチェルシーは、高級化し地価の上がったソーホーからギャラリーが移転することで、1990年代以降ニューヨークのアートの中心となった。
実際には、居住者の人種構成が非常に多様であるうえ、倉庫・流通地区として人通りの少ない区域もあり、地区内においても通りや場所により全く異なる様相を呈している。地区内の8番街は、マンハッタンで最も活気のあるゲイ・ストリートのひとつである。
地域内東端の5番街にはフラットアイアンビルのような観光名所があり、北東に隣接するミッドタウンのエンパイアステートビルディングからも至近である。また、2009年にハイラインが開園したことで、このエリアの人気が再燃している。

## 歴史
チェルシーの名前は、ロンドンのチェルシーから来ている。これは、1750年8月16日にこの地区（おおよそハドソン川から8番街と21丁目から24丁目）の農地を買い上げ、家を建てたイギリス人退役軍人のThomas Clarkeによって名付けられた。他の14丁目以北のマンハッタンの地区と同様に、この地区も1811年委員会計画に従い、市街開発がなされた。この時期に多くのタウンハウスが建てられ、ハドソン川沿いは工業用地として開発された。チェルシー西部の工業化に伴い、多くの移民労働者、特にアイルランド系労働者、が多くこの地区に住み着くようになった。
1869年までにはこの地区には劇場街が形成され、西23丁目沿いはアメリカの劇場文化の中心となった。中でも、8番街の北西の角にあったパイクズ・オペラ・ハウスは主導的な役割を果たした（1868年開業、1960解体）。またチェルシーは第一次世界大戦以前の活動写真産業の中心地であった。20世紀には劇場街の中心はタイムズ・スクエアあたりのシアター・ディストリクトへ移った。
ロンドン・テラスは、1930年に開業した当時は、世界最大級のアパートであった。
1940年代初頭、大量のウラニウムがマンハッタン計画のためにBaker & Williams Warehouse (513-519 West 20th Street) に保管されていた。このウラニウムは1980年代後半から1990年代初頭まで、この場所から除去されなかった。
1990年代半ば頃より、家賃の高騰したソーホー地区から多くのアート・ギャラリーがこの地区へ流入してきた。こうして、チェルシーは現代アートのグローバル・センターとなった。しかし、駆け出しのアーティストなどは、ソーホーに続いて家賃の高騰したこのエリアではなく、ブルックリンのウィリアムズバーグ（現在ではマンハッタンに次いで家賃が急上昇）やブッシュウィックへと流出している。
2016年9月17日、大通りでごみ容器が大爆発して少なくとも29人が負傷した。

## チェルシーの代表的な物件
- フラットアイアンビル
- ペンシルベニア駅
- ニューヨーク州立ファッション工科大学
- ニューヨーク市中央郵便局
- チェルシーホテル
- チェルシー・ピアーズ（英語版）
- ハイ・ライン

## 交通
バス
ニューヨーク市バスのM7, M10, M11, M12, M14, M23がこの地区を走っている。
地下鉄
ニューヨーク市地下鉄IRTブロードウェイ-7番街線の1 2 系統、IND8番街線のA C E 系統、そしてIND6番街線のF <F> M 系統がこの地区を走っている。2015年に開業予定のIRTフラッシング線(7 <7> 系統の列車) の34丁目 – ハドソン・ヤード (IRTフラッシング線)駅の33–34丁目口はチェルシー内となる。